# Mar de Davis

O mar de Davis está representado na parte direita da imagem

O Mar de Davis (66° 00′ S, 92° 00′ L) é um mar marginal do Oceano Antártico ao largo da costa da Antárctida entre a Barreira de gelo West e a Barreira de gelo Shackleton, no sector reclamado pela Austrália como Território Antárctico Australiano). Descoberta pela Expedição Antárctica Australiana (1911-14) a partir do barco Aurora, foi baptizada em homenagem a Douglas Mawson pelo Capitão J.K. Davis, do Aurora e segundo no comando da expedição.
O Mar de Davis banha a Costa do Rei Leopoldo e da Reina Astrid, as costas da Terra de Guilherme II e da Terra da Rainha Maria. Neste mar encontra-se a Ilha Drygalski, e nas suas costas foi fundada a base russa Mirny.